# Mistrzostwa Europy w układaniu Kostki Rubika 2012
Mistrzostwa Europy w układaniu Kostki Rubika 2012 (ang  European Rubik's Cube Championship 2012) – oficjalny turniej w speedcubingu o charakterze międzynarodowym zorganizowany przez World Cube Association..
Na organizatora mistrzostw wybrano Polskę. Mistrzostwa odbyły się we wnętrzu Wielofunkcyjnej Hali Sportowej na
al. Paderewskiego.
Oficjalnym delegatem WCA był Ron van Bruchem.

## Konkurencje
| Konkurencja                       | Imię                         | Najlepszy wynik | Średnia    | Państwo         | Ułożenia                                |
| --------------------------------- | ---------------------------- | --------------- | ---------- | --------------- | --------------------------------------- |
| Kostka Rubika                     | Srgey Ryabko                 | 8.19            | 8.89 NR    | Rosja           | 10.75 8.19 9.33 9.03 8.30               |
| Kostka 2x2x2                      | Carlos Méndez García-Barroso | 2.18            | 2.74       | Hiszpania       | 2.18 3.18 2.91 2.93 2.38                |
| Kostka 4x4x4                      | Mats Valk                    | 31.34           | 33.85      | Holandia        | 31.34 34.75 33.84 36.25 32.97           |
| Kostka 5x5x5                      | Michał Halczuk               | 1:03.78         | 1:11.25    | Polska          | 1:06.03 1:12.94 1:14.78 1:03.78 1:17.41 |
| Kostka 6x6x6                      | Bence Barát                  | 2:06.97 NR      | 2:16.18 NR | Węgry           | 2:06.97 2:23.47 2:18.09                 |
| Kostka 7x7x7                      | Bence Barát                  | 3:08.43 ER      | 3:18.54 ER | Węgry           | 3:23.13 3:08.43 3:24.05                 |
| 3x3x3 Bez patrzenia               | Marcell Endrey               | 27.33 DNF       | 32:105     | Węgry           | DNF 36.88 27.33                         |
| 3x3x3 Liczba ruchów               | Abdelhak Kaddour             | 27              | 27         | Francja         | 27                                      |
| 3x3x3 Jedną ręką                  | Michał Pleskowicz            | 11.77           | 13.44      | Polska          | 17.86 12.77 12.36 15.18 11.77           |
| 3x3x3 Stopami                     | Henrik Buus Aagaard          | 33.34           | 39.02 ER   | Dania           | 48.44 35.28 33.34                       |
| Megaminx                          | Simon Westlund               | 48.40           | 53.10      | Szwecja         | 58.44 49.94 50.91 59.90 48.40           |
| Pyraminx                          | Jules Desjardin              | 2.97            | 3.77 NR    | Francja         | 3.80 4.65 3.43 4.08 2.97                |
| Rubik's Clock                     | Maarten Smit                 | 6.68            | 7.24 NR    | Holandia        | 6.80 6.68 7.03 7.88 9.53                |
| Square-1                          | Simon Crawford               | 11.34           | 13.28      | Wielka Brytania | 13.40 11.93 15.63 14.52 11.34           |
| 4x4x4 Bez patrzenia               | Marcell Endrey               | 3:24.22         | 4:16:125   | Węgry           | 5:08.03 3:24.22                         |
| 5x5x5 Bez patrzenia               | Marcell Endrey               | 7:27.71         | 7:82:64    | Węgry           | 8:37.57 7:27.71                         |
| 3x3x3 Liczba kostek bez patrzenia | Marcell Endrey               | 23/25           | 53:35 NR   | Węgry           | 23/25 53:35 DNS                         |
| Rubik's Magic                     | Karl Choi                    | 0.96            | 1.02       | Niemcy          | 0.96 1.05 1.02 1.00 2.96                |
| Master Magic                      | Máté Horváth                 | 2.00            | 2.14       | Węgry           | 2.11 2.13 2.00 3.52 2.19                |